# Velopark
O Velopark é um autódromo brasileiro localizado no município de Nova Santa Rita, no estado do Rio Grande do Sul, às margens da rodovia BR-386 e a cerca de 32 km de Porto Alegre. Foi inaugurado em 2008.
É um espaço de competição, convivência e entretenimento para os praticantes e admiradores do automobilismo. Ocupa uma área equivalente a 70 campos de futebol e comporta um público de cerca de 30 mil pessoas.
O seu traçado curto permite corridas disputadíssimas e com várias oportunidades de ultrapassagem. A Stock Car correu pela primeira vez no traçado gaúcho em 2010 e, desde então, tem em Daniel Serra o seu maior vencedor, tendo sido o primeiro nos anos de 2011, 2013 e 2015.
O complexo Velopark sedia também uma das maiores e principais pistas do kartismo brasileiro. Oferece três pistas de kart, sendo uma infantil, uma para aluguel e outra destinada a competições. Tanto a pista para aluguel como a pista de competição encontram-se em conformidade com a Federação Internacional de Automobilismo (FIA), recebendo competições de nível nacional e internacional anualmente.